# 北海道立野幌総合運動公園
北海道立野幌総合運動公園（ほっかいどうりつのっぽろそうごううんどうこうえん）は、北海道江別市にある公園。

## 概要
札幌市中心部から15 km、江別市街から5 kmの距離にあり、「道立自然公園野幌森林公園」や「江別市森林キャンプ場」に隣接している。『第44回国民体育大会』（はまなす国体）のメイン会場の1つとして計画された。総面積64.1 haの園内に各種運動施設が配置しており、北海道民のスポーツ拠点として位置づけている。

## 歴史
- 1985年（昭和60年）：ホッケー場（人工芝）完成[6]。
- 1986年（昭和61年）：プール棟、テニスコート完成[7][8]。
- 1988年（昭和63年）：総合体育館完成[9]。
- 1989年（平成元年）：軟式野球場、ホッケー場（天然芝）完成[4][6]。『第44回国民体育大会』（はまなす国体）開催[10]。
- 1991年（平成03年）：硬式野球場、合宿所完成[4]。
- 1993年（平成05年）：陸上競技場完成[4]。

## 施設
総合体育館・プール
硬式野球場
軟式野球場
- 開場期間（4月下旬から10月下旬）[11]
- グラウンド（両翼94 m、センター120 m）[11]
- 本部席[11]
- 収容能力（RC内野500人、芝生内外2,500人）[11]

テニスコート
ラグビー場
- 『第44回国民体育大会』（はまなす国体）ラグビーフットボール競技開催[10]。
- 開場期間（5月上旬から10月下旬）[12]
- 芝生フィールド（144 m×69 m）[12]
  - A面、B面計2面[12]

ホッケー場（人工芝）
- 『第44回国民体育大会』（はまなす国体）ホッケー競技[10]、2023年全国高等学校ホッケー選手権大会主会場。
- 日本ホッケー協会公認競技場。
- 開場期間（4月中旬から11月下旬）[13]
- フィールド（110 m×73 m）[13]
- 収容能力（芝生スタンド1,000人収容）[13]

ホッケー場（天然芝）
- ラグビー、サッカー、ラクロスにも利用している。
- 開場期間（6月下旬から10月下旬）[14]
- フィールド（144 m×69 m）[14]
- 収容能力（芝生スタンド1,200人収容）[14]

陸上競技場
- 合宿所：通年で利用可能（年末年始除く）。硬式野球場RCスタンド下（2階部分）に併設しており、洋室16室、和室4室の計100名が宿泊可能[15][16]。

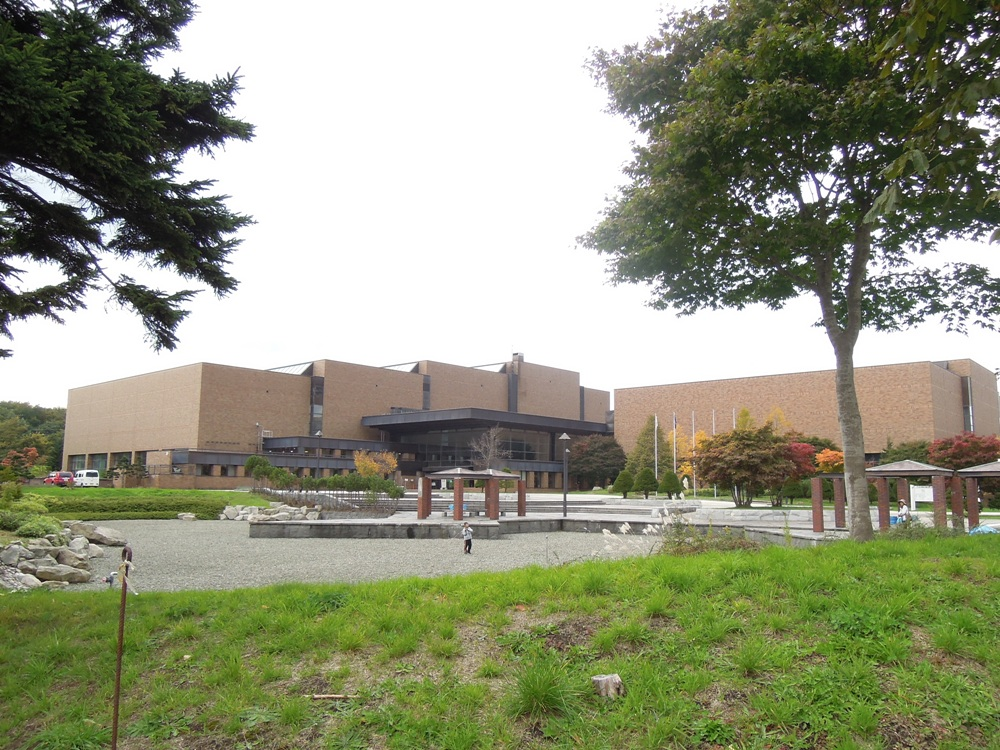
総合体育館・プール（2012年10月）
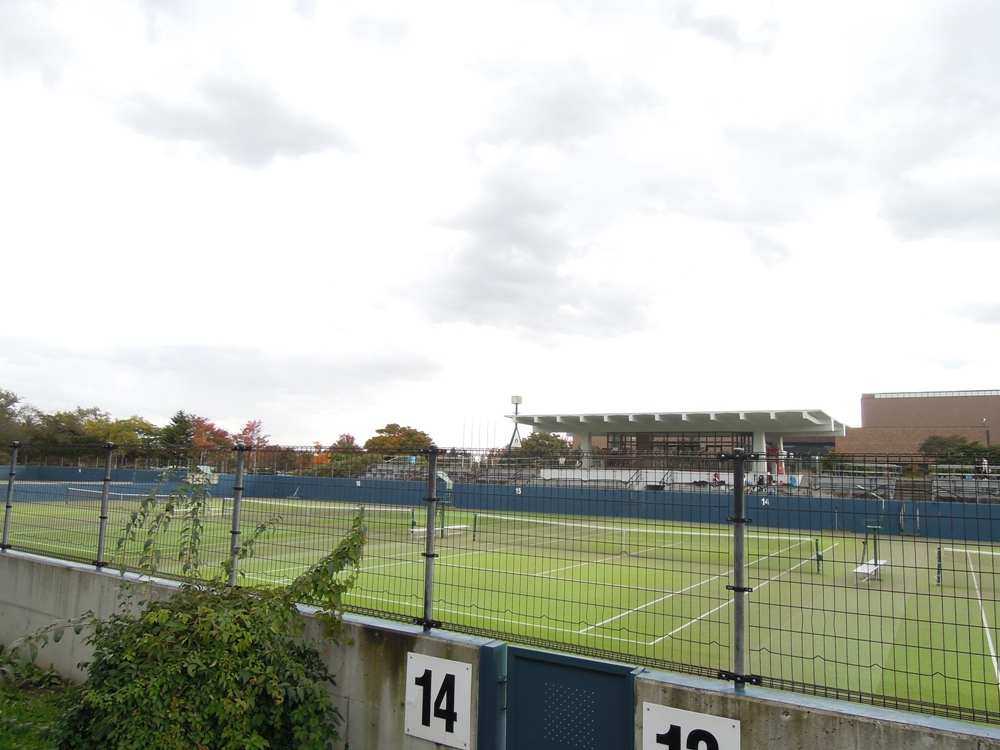
テニスコート（2012年10月）
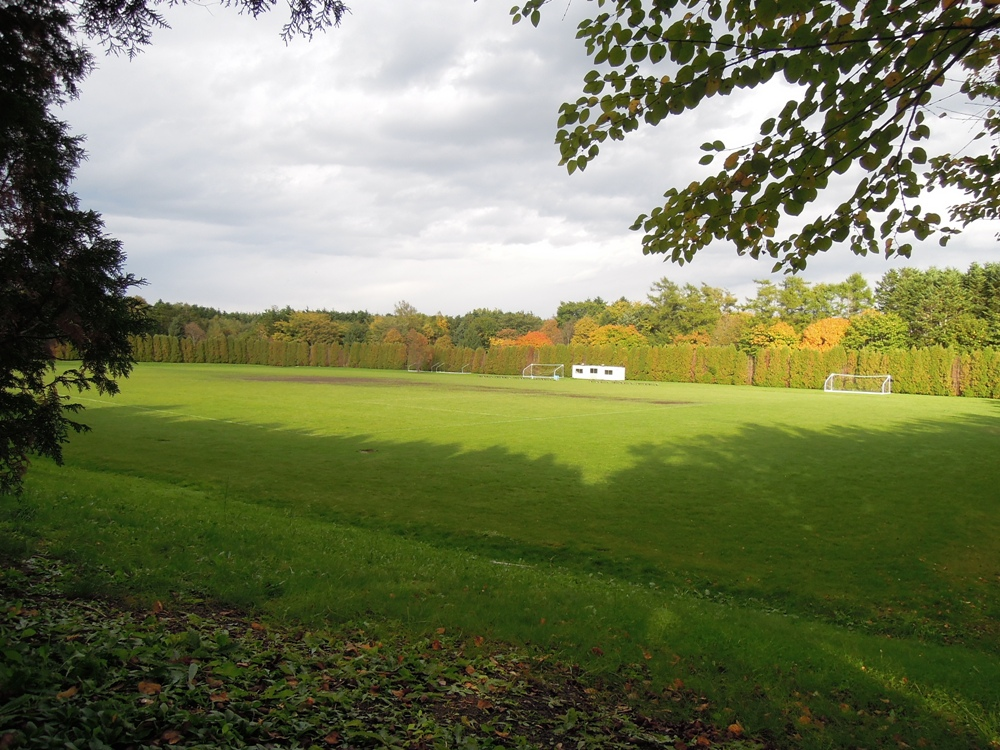
天然芝ホッケー場（2012年10月）
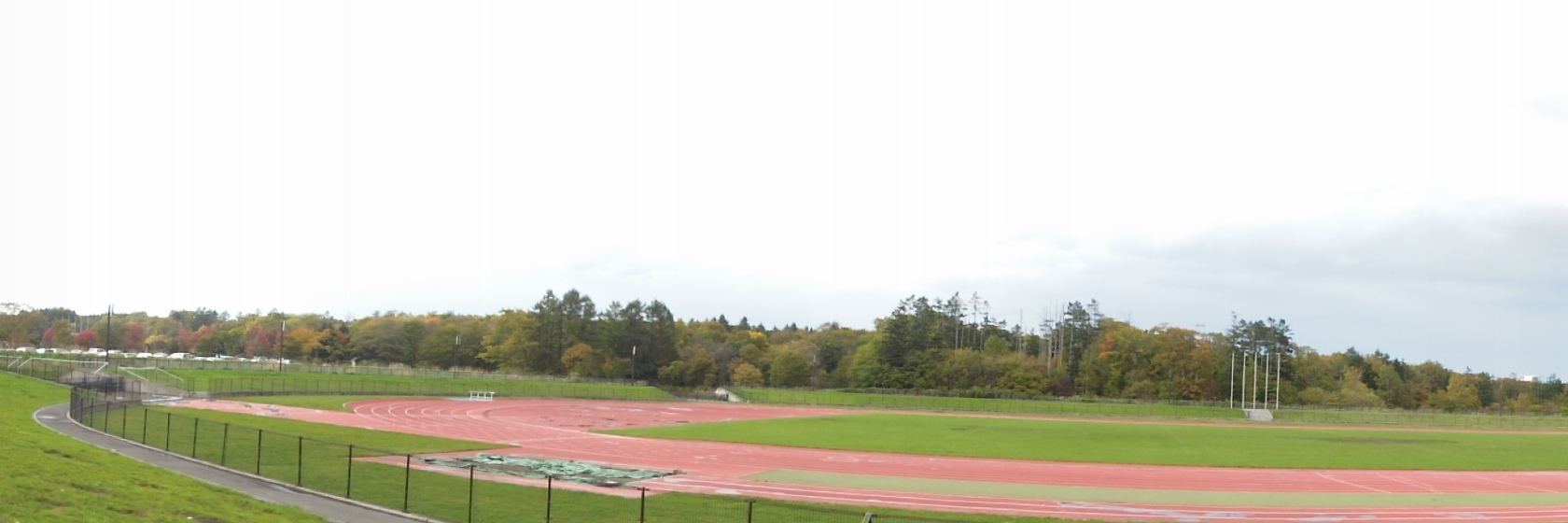
陸上競技場（2012年10月）